# Heliophanus conspicuus
Heliophanus conspicuus är en spindelart som beskrevs av Wesolowska 1986. Heliophanus conspicuus ingår i släktet Heliophanus och familjen hoppspindlar. Inga underarter finns listade i Catalogue of Life.